# Opuntia chlorotica
Opuntia chlorotica ist eine Pflanzenart in der Gattung der Opuntien (Opuntia) aus der Familie der Kakteengewächse (Cactaceae). Das Artepitheton chlorotica stammt aus dem Lateinischen und bedeutet ‚gelblichgrün‘ und verweist auf die Farbe der Triebe der Art. Englische Trivialnamen sind „Clockface Prickly Pear“, „Flapjack Prickly Pear“ und  „Pancake Prickly Pear“.

## Beschreibung
Opuntia chlorotica wächst strauchig bis baumähnlich und erreicht Wuchshöhen von 1 bis 2 Metern. Der häufig gut ausgebildete Stamm ist dornig, bis 30 Zentimeter lang und hat Durchmesser von bis zu 20 Zentimetern. Die runden bis breit länglichen Triebabschnitte sind blaugrün bis grünlich gelb. Sie sind 15 bis 20 Zentimeter lang, 12 bis 18 Zentimeter breit und 1 bis 2 Zentimeter dick. Die pfriemlichen Laubblätter sind bis zu 6 Millimeter lang. Die bis zu 2 Zentimeter auseinanderstehenden Areolen tragen zahlreiche gelbe, nicht abfallende Glochiden von bis zu 4,5 Millimeter Länge. Die 1 bis 7 für gewöhnlich hellgelben Dornen sind 2,5 bis 4 Zentimeter lang. Sie sind pfriemlich, zurückgebogen, aufrecht oder gekrümmt.
Die hellgelben Blüten sind rötlich getönt, zwischen 5 und 8 Zentimeter lang und weisen Durchmesser von 4 bis 6 Zentimeter auf. Die fleischigen, fast kugelförmigen bis ellipsenförmigen Früchte sind gräulich und rötlich getönt. Sie sind 4 bis 6 Zentimeter lang und haben einen Durchmesser von 2 bis 3,5 Zentimeter.

## Verbreitung, Systematik und Gefährdung
Opuntia chlorotica ist in den US-amerikanischen Bundesstaaten Kalifornien, Nevada, Utah und New Mexico sowie den mexikanischen Bundesstaaten Baja California und Sonora in Höhenlagen von 800 bis 2300 Metern verbreitet.
Die Erstbeschreibung wurde 1856 von George Engelmann und John Milton Bigelow veröffentlicht.
In der Roten Liste gefährdeter Arten der IUCN wird die Art als „Least Concern (LC)“, d. h. als nicht gefährdet geführt. Die Entwicklung der Populationen wird als stabil angesehen.

## Nachweise